# Skopje 2014
Skopje 2014 var ett projekt i Nordmakedoniens huvudstad Skopje som gick ut på att förändra stadens utseende till en stil mer likt antikens byggstilar. Detta skulle härleda till begrepp relaterade till antikens Makedonien samt Alexander den store och Filip II av Makedonien. Initiativtagare till projektet var landets dåvarande premiärminister Nikola Gruevski och den dåvarande regeringen som leddes av VMRO-DPMNE. Projektet finansierades av den dåvarande makedonska regeringen. Syftet var att ge huvudstaden Skopje ett mer klassiskt utseende.

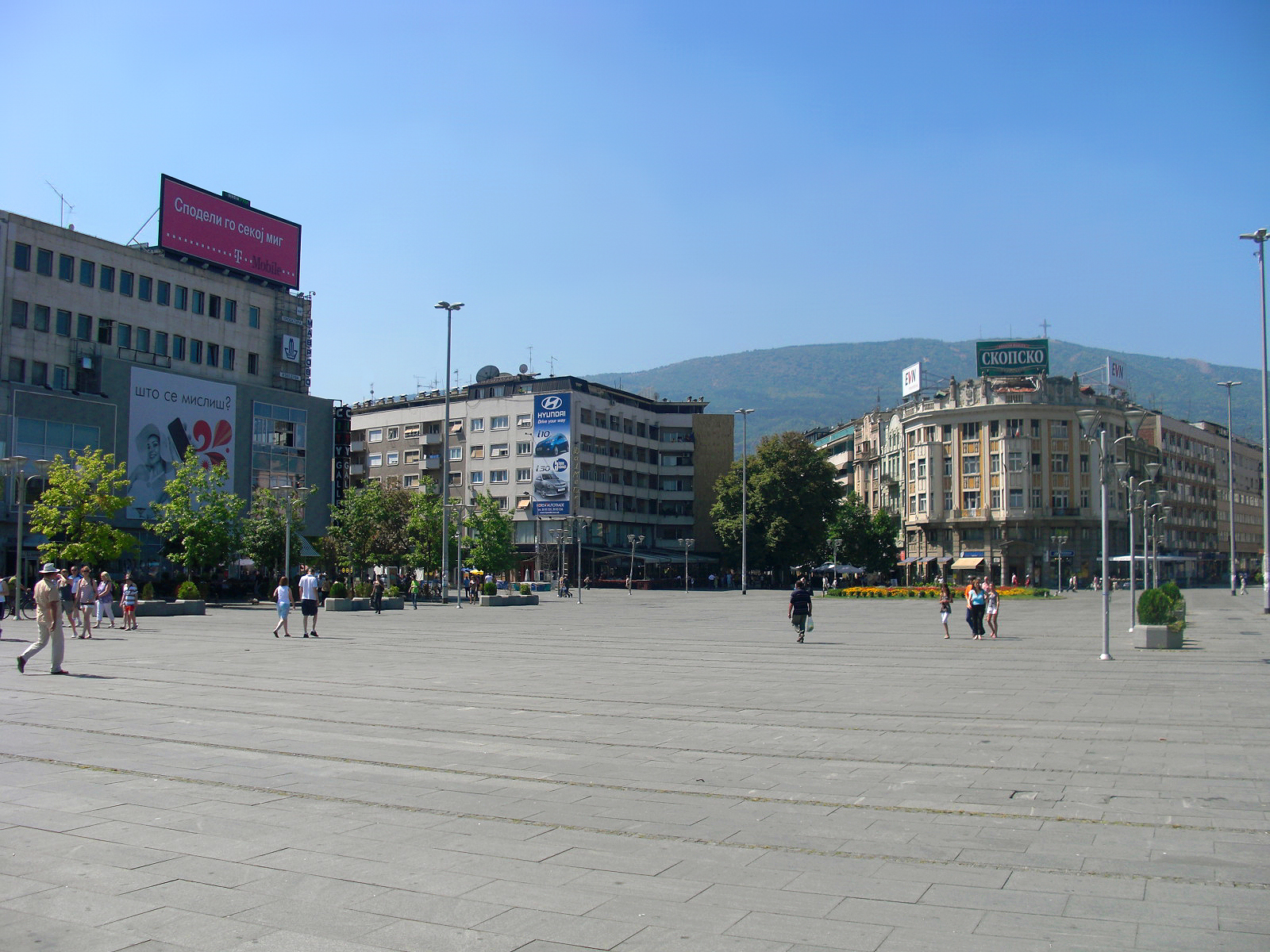
Ett torg i Skopje innan projektet Skopje 2014 inletts.
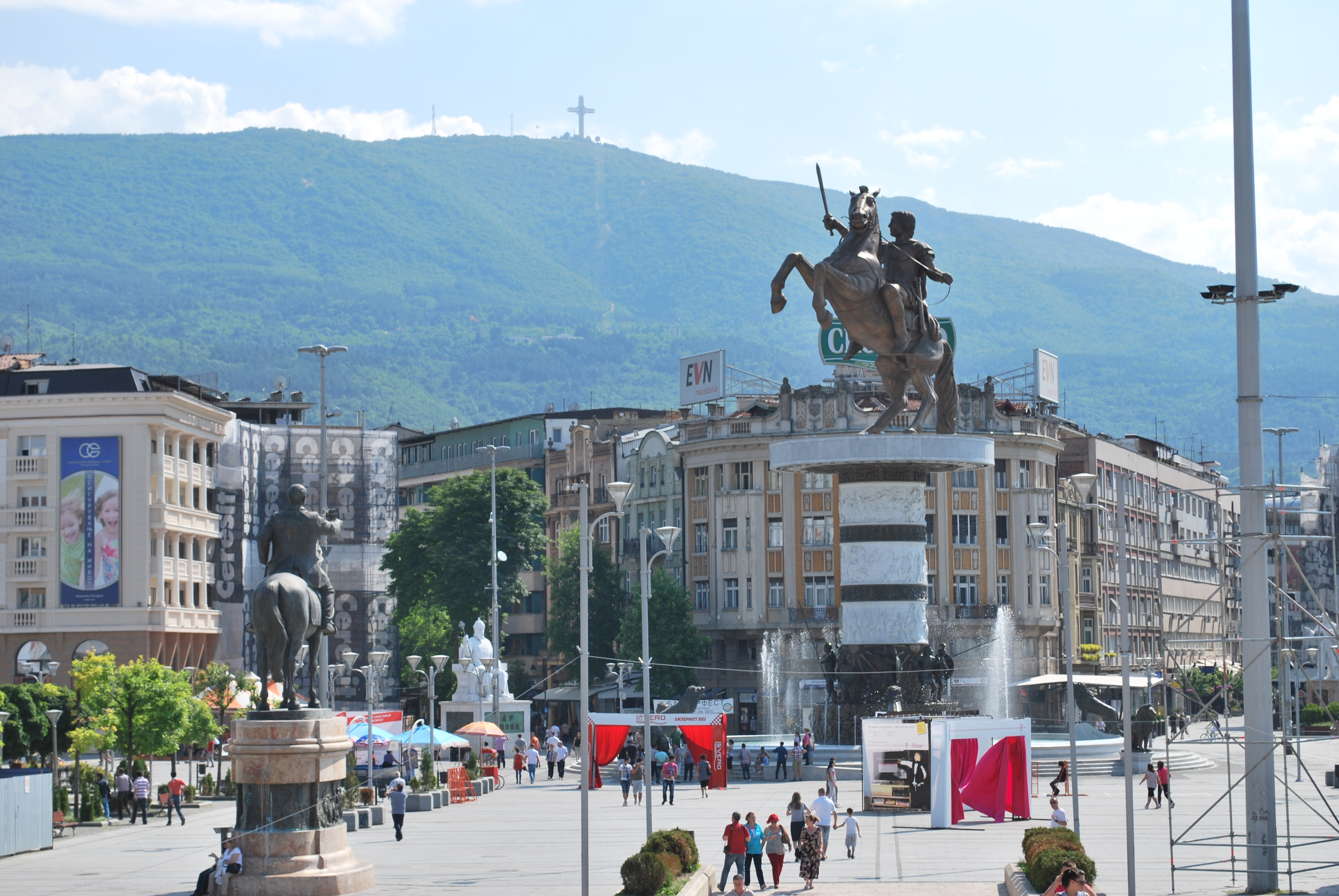
Samma torg i Skopje efter att ombyggnad enligt Skopje 2014. Fasader på hus är ombyggda och ett antal stora monement har rests upp på torget.
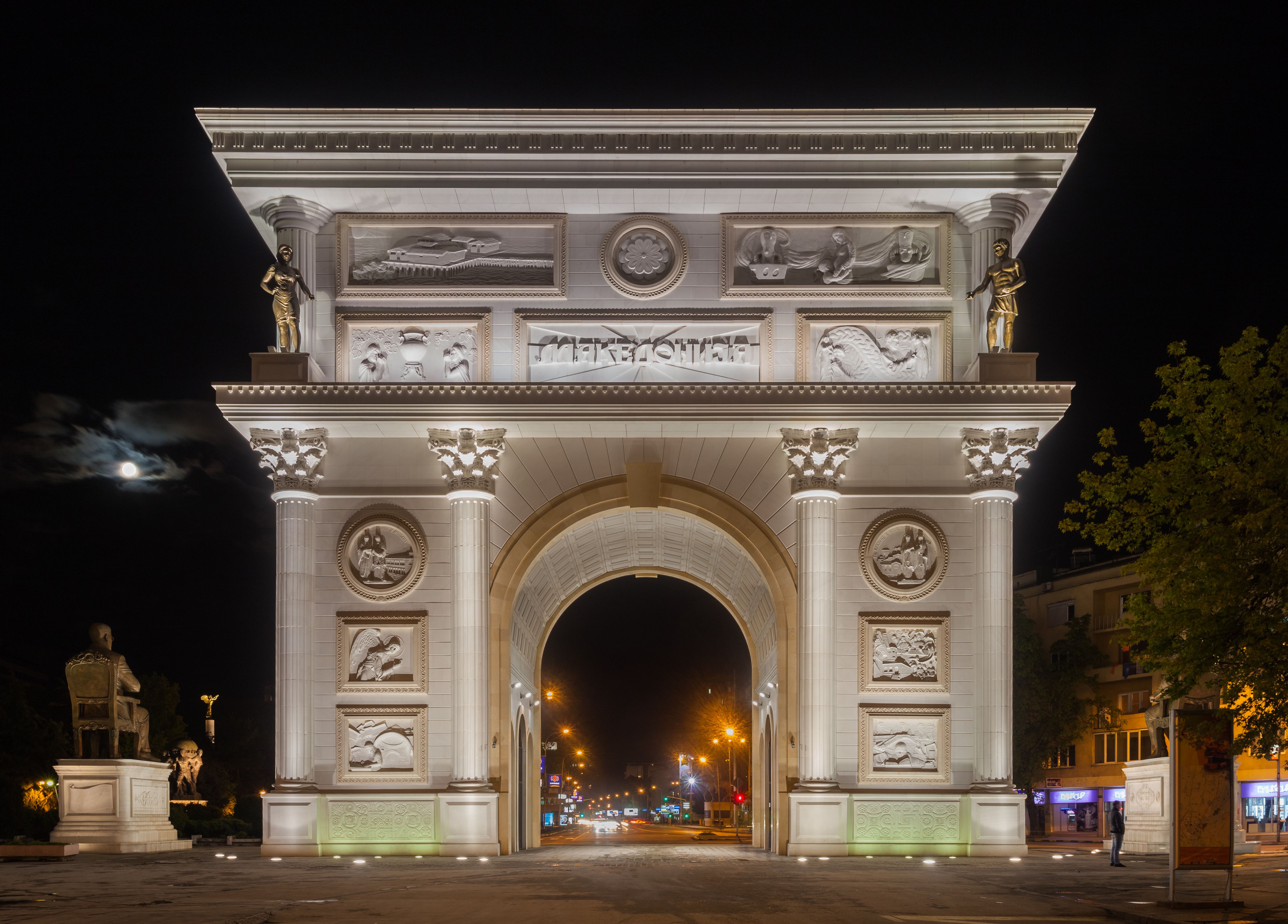
Triumfbågen Porta Macedonia i Skopje
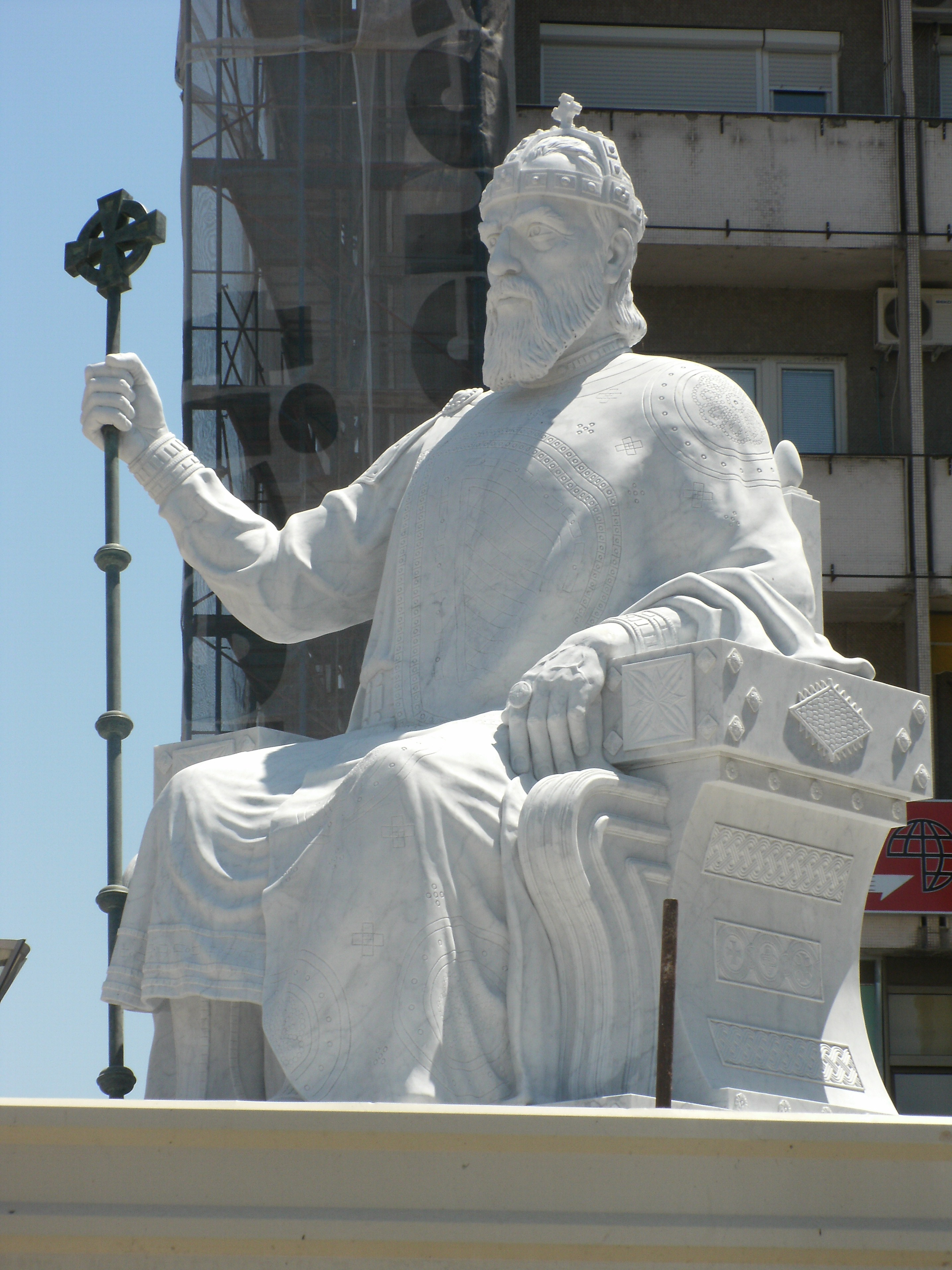
Monument föreställande Samuil av Bulgarien i Skopje

Projektet inleddes officiellt 2010 och gick ut på att staden skulle ha fått sitt förändrade utseende fram till 2014. Bland annat byggdes ett antal byggnader om till att få ett utseende som mer skulle likna antikens byggstilar. Det byggdes även nya museer och stora monument sattes upp som skulle härleda till den antika Makedonien eller till bland annat Alexander den store och Filip II av Makedonien.
Projektet har setts som nationalistiskt. Det har även fått hård kritik av andra politiska partier i Nordmakedonien. Den nuvarande premiärministern Zoran Zaev har fördömt projektet. Den nuvarande regeringen har även tagit initiativ till att de mest provocerande och mest nationalistiska monumenten antingen ska tas bort, eller förändras och bli mindre kontroversiella. Projektet har även fått hård kritik för de höga kostnaderna att bedriva detta.